# Gilbert-Amable Faure-Conac
Pour les articles homonymes, voir Faure.
Gilbert-Amable Faure-Conac, né le 5 avril 1755 à Vidaillat (Creuse), mort le 14 février 1819 à Chénérailles (Creuse), est un officier de marine et homme politique français des XVIIIe et XIXe siècles.

## Biographie
Fils de Jean-Baptiste Faure, du village de Fournoux, et de Marguerite Rochon, il entre comme volontaire dans la marine en 1778, faisant trois campagnes à bord de l’Argus, de la corvette la Sylphide et de la frégate la Pourvoyeuse, et devient sous-lieutenant de vaisseau sous les ordres de Suffren avec l'escadron de diversion envoyé aux Indes pendant la guerre d'indépendance des États-Unis,. « Chef de direction des armées navales à Pontarion » dans la marine française et administrateur de la Creuse, il est élu le 7 septembre 1792, à la pluralité des voix, premier député suppléant du département à la Convention nationale.
Après la mort de Jean-François Guyès, il prend place le 25 frimaire an II (15 décembre 1793) sur les bancs de l'assemblée, où il s'occupe exclusivement de questions maritimes, votant notamment l'ajournement du décret d'accusation contre l'ancien ministre de la marine Lacoste. Par décret du 30 thermidor an II (17 août 1794), il est envoyé en mission avec Tréhouart dans les ports de Brest et de Lorient, pour laquelle le Comité des inspecteurs de la salle lui alloue 6 000 livres le 1er fructidor (18 août 1794). Durant cette mission, il transmet les témoignages de reconnaissance des magistrats de Bergen en Norvège aux équipages des vaisseaux français de ce port qui avaient aidé à arrêter l'incendie de la ville. Le 20 frimaire an III (10 décembre 1794), avec son collègue, il envoie au Comité de salut public, l'ensemble des 171 arrêtés pris par eux durant leur séjour, ensemble redistribué par celui entre les différents comités. Rappelé par décret du 2 ventôse an III (20 février 1795), il est remplacé par Palasne-Champeaux et Topsent. À la Convention, il s'oppose au projet de Gouly sur l'organisation du corps d'artillerie de la marine.
Élu par le même département au Conseil des Cinq-Cents le 21 vendémiaire an IV (13 octobre 1795) par 151 voix sur 218 votants, il est promu capitaine de vaisseau le 22 septembre 1796, puis nommé commandant sur la frégate la Bravoure. Il démissionne de son poste de député le 8 ventôse an V (26 février 1797) pour servir dans une division de la marine. De 1799 à 1809, il commande successivement l'Indivisible, la Bravoure, la Constitution, le Cassard. Le 4 janvier 1811, il est nommé commandant de l'École de marine de Brest, à bord du vaisseau-école le Tourville jusqu'en 1814.
Il est admis comme contre-amiral honoraire le 1er janvier 1816 et se retire à Chénérailles.
Il était officier de la Légion d'honneur et chevalier de Saint-Louis.